# Підкамінь (ґміна)
Ґміна Подкамєнь — сільська гміна в Рогатинському повіті Станіславського воєводства Другої Речі Посполитої та у Крайсгауптманшафті Бережани Дистрикту Галичина Третього Райху. Адміністративним центром гміни було містечко Подкамєнь (Підкамінь).
Об'єднану сільську ґміну Подкамєнь (рівнозначну волості) було утворено 1 серпня 1934 року у межах адміністративної реформи в ІІ Речі Посполитій із суміжних тогочасних сільських ґмін (самоврядних громад): 
Бєньковце (Беньківці), Виспа, Дегова, Дзічкі (Дички), Доліняни, Заланув (Заланів), Любша, Мелна, Подбуже (Підбір'я), Подкамєнь (Підкамінь), Псари (за винятком частини, віднесеної до ґміни Кнігиніче), Фраґа, Яглуш. 
Площа ґміни — 133,41 км².
Кількість житлових будинків — 1827.
Населення — 11486 осіб.
Національний склад населення ґміни Подкамєнь на 1 січня 1939 року:
| село      | населення | українці-грекокатолики | українці-латинники | євреї  | німці  | поляки | польські колоністи |
| --------- | --------- | ---------------------- | ------------------ | ------ | ------ | ------ | ------------------ |
| Беньківці | 790       | 785                    |                    |        |        | 5      |                    |
| Виспа     | 670       | 645                    | 10                 | 15     |        |        |                    |
| Дегова    | 810       | 690                    | 90                 | 10     |        | 20     |                    |
| Дички     | 680       | 670                    | 5                  | 5      |        |        |                    |
| Долиняни  | 2000      | 1850                   | 80                 | 70     |        |        |                    |
| Заланів   | 1250      | 1110                   | 70                 | 40     | 30     |        |                    |
| Любша     | 560       | 535                    | 15                 | 10     |        |        |                    |
| Мельна    | 820       | 780                    | 20                 | 10     |        |        |                    |
| Підбір’я  | 500       | 435                    | 40                 | 5      |        | 20     |                    |
| Підкамінь | 1620      | 700                    | 640                | 80     |        | 80     | 120                |
| Псари     | 1410      | 1090                   | 100                | 10     |        | 60     | 150                |
| Фрага     | 910       | 800                    |                    | 10     |        | 100    |                    |
| Яглуш     | 630       | 550                    | 70                 | 10     |        |        |                    |
| Загалом   | 12650     | 10640                  | 1140               | 275    | 30     | 285    | 270                |
| Відсотки  | 100 %     | 84,11 %                | 9,01 %             | 2,17 % | 0,23 % | 2,25 % | 2,13 %             |

17 січня 1940 року ґміна була ліквідована, а територія увійшла до новоствореного Рогатинського району.
Гміна (волость) була відновлена на час німецької окупації з липня 1941 до липня 1944 року.
На 1 березня 1943 року населення ґміни становило 10975 осіб.